# Эрдуран, Айла
Айла Эрдуран (тур. Ayla Erduran; 22 сентября 1934, Стамбул — 7 января 2025, там же) — турецкая скрипачка.
Она выступала с ведущими мировыми оркестрами, такими как Лондонский филармонический, Немецкий симфонический оркестр Берлина, Президентский симфонический и Чешский филармонический. Она работала со многими дирижёрами, в том числе с Эрнестом Ансерме, Паулем Клецки, Жаном Фурне, Мишелем Плассоном и другими. Она бывала с сольными концертами в Южной Корее, США, Канаде, на Ближнем Востоке, Индии, Африке, России, Азербайджане и Турции. Её выступления транслировались по радио в Англии, Германии, Бразилии, Болгарии, России, Польше, Нидерландах и США.
Государственный артист Турции (1971).

## Биография

### Образование
Айла Эрдуран училась игре на скрипке у Карла Бергера, дав первый концерт в возрасте 10 лет. С 1946 по 1951 год она совершенствовала своё мастерство в Парижской международной консерватории под руководством Бенедетти и Бенвенути. После этого она отправилась в США, где пробыла до 1955 года, её педагогами там были Иван Галамян и Зино Франческатти. С 1957 по 1958 год Эрдуран училась в классе у Давида Ойстраха в Московской консерватории.

### Карьера
Айла Эрдуран работала профессором на кафедре скрипки в Швейцарии в 1973—1990 годах, а также в магистратуре Лозаннской консерватории.
Концертную деятельность Эрдуран начала в Европе с исполнения скрипичного концерта Глазунова в сопровождении Варшавского филармонического оркестра в Польше. В качестве ученицы Давида Ойстраха Эрдуран была одним из шести победителей конкурса имени Венявского в 1957 году, где соревновались 120 скрипачей. В 1958 году её выступление на премьере Концерта для скрипки с оркестром Ульви Джемаля Эркина в Брюсселе восхитило многих, включая королеву Бельгии Елизавету.
Кроме концертов в Европе и в США Эрдуран свой первый большой гастрольный тур по Канаде в 1961—1962 годах, приняв участие в 160 концертах. Затем последовало турне по Ближнему Востоку с турецким Президентским симфоническим оркестром, с которым она также выступала в различных частях Анатолии. После своего первого сольного концерта в Лондоне под аккомпанемент Митхата Фенмена Эрдуран была удостоена премии Харриет Коэн-Ольги Верней в 1964 году.
В 1965 году её исполнение «Концерта для скрипки» Брамса в Альберт-Холле в Лондоне транслировалось в прямом эфире на Би-би-си. После африканского тура с турецкой пианисткой Вердой Эрман в 1968 году Эрдуран была вручена премия Бетховена в Нидерландах в 1970 году.
Айла Эрдуран выступала в дуэтах с известными музыкантами, такими как Иегуди Менухин, Игорь Ойстрах и другими.

### Личная жизнь
Эрдуран никогда не была замужем и не имела детей, что она объясняла тем, что ей не хватало времени для карьеры. В последние годы жизни она продолжала играть на скрипке по три-четыре часа в день. Эрдуран умерла 7 января 2025 года в возрасте 90 лет. 9 января 2025 года, после церемонии в оперном зале Türk Telekom Культурного центра Ататюрка и поминальной молитвы в мечети Таксим, она была похоронена на кладбище Зинджирликую в Стамбуле.

### Дискография
- (2003) Ayla Erduran Plays Brahms & Bruch[16].
- (2004)  Ayla Erduran Plays Brahms[17].
- (2008)  Ayla Erduran Archive Series 5: Live Recordings, 1958—2004[18].

## Награды и премии
- Пятое место на конкурсе имени Генрика Венявского в 1957 году[7].
- Премия Харриет Коэн-Ольги Верней в 1964 году.
- Приз Бетховена в Нидерландах в 1970 году.
- звание Государственного артиста Турции в 1971 году.[19]